# Catocala longimaculata
Catocala longimaculata là một loài bướm đêm trong họ Erebidae.